# Byambasuren Davaa

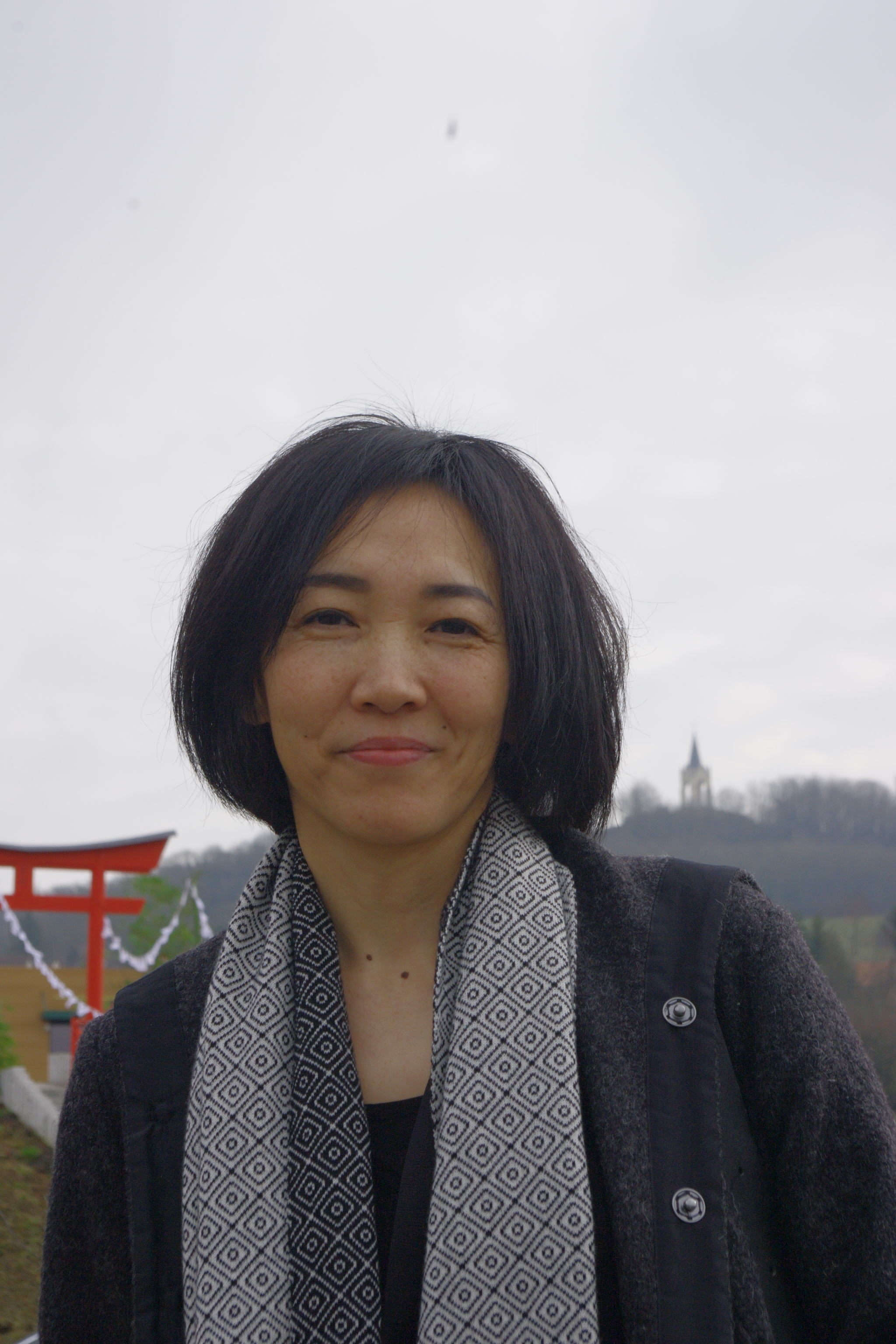
Byambasuren Davaa

Byambasuren Davaa, eigentlich Dawaagiin Bjambasüren (mongolisch Даваагийн Бямбасүрэн; * 1971 in Ulaanbaatar, Mongolei) ist eine mongolische Dokumentarfilmerin und Filmregisseurin.

## Leben
Ihre Karriere begann Byambasuren 1989 – parallel zu einem Jurastudium – als Moderatorin und Regieassistentin beim staatlichen Fernsehen der Mongolei. 1995 bis 1998 absolvierte sie ein Studium an der Hochschule für Filmkunst in Ulaanbaatar. 2000 ging sie für das Studium des Dokumentarfilms und der Fernsehpublizistik an die Hochschule für Fernsehen und Film München. Dort drehte sie zum Vordiplom gemeinsam mit Luigi Falorni ihren zweiten Film: Die Geschichte vom weinenden Kamel. Diese Dokumentation wurde weltweit ein großer Erfolg und für den Oscar 2005 in der Kategorie Bester Dokumentarfilm nominiert. Ihren Abschlussfilm an der HFF drehte Davaa 2005: Die Höhle des gelben Hundes. Im Juni 2008 begannen die Dreharbeiten für Davaas neuen Kinodokumentarfilm Das Lied von den zwei Pferden mit der mongolischen Sängerin Urna, der im August 2009 auf der Piazza Grande in Locarno seine Weltpremiere feierte. Das Lied von den zwei Pferden startete am 3. Juni 2010 in den bundesdeutschen Kinos und wurde auf mehr als 30 internationalen Filmfestivals aufgeführt. Neben Kinostarts in Holland, Frankreich, Spanien, Schweiz, startet der Film 2012 erstmals auch in den Kinos der Mongolei.
Byambasuren Davaa ist Mitglied der Deutschen Filmakademie.

## Filmografie
- 1993: One World, Two Economies (Mongolian TV, Video 2 × 45 Min.)
- 1999: Das orange Pferd (45 Min.)
- 2001: Der Wunsch (10 Min., 16 mm)
- 2003: Die Geschichte vom weinenden Kamel (Vordiplomfilm)
- 2005: Die Höhle des gelben Hundes (Diplomfilm)
- 2009: Das Lied von den zwei Pferden (Kinofilm)
- 2020: Die Adern der Welt

## Auszeichnungen
- 2003: Bayerischer Filmpreis (Dokumentarfilmpreis) für Die Geschichte vom weinenden Kamel
- 2005: Directors Guild of America Award (Dokumentarfilmpreis) für Die Geschichte vom weinenden Kamel
- 2005: Oscarnominierung (Bester Dokumentarfilm) für Die Geschichte vom weinenden Kamel
- 2005: Förderpreis Deutscher Film für Die Höhle des gelben Hundes
- 2006: Deutscher Filmpreis – Bester Kinder- und Jugendfilm für Die Höhle des gelben Hundes